# Tubérculo mayor del húmero
El tubérculo mayor del húmero o troquíter es parte de la epífisis proximal del húmero que se encuentra entre el cuello quirúrgico del húmero y la corredera bicipital a nivel externo del hombro.
En él se insertan los tendones del músculo supraespinoso, músculo infraespinoso y músculo redondo menor.